# Fred DeLuca
Frederick A. "Fred" DeLuca (Brooklyn, Nova Iorque, Estados Unidos, 1948 – 15 de setembro de 2015) foi um empresário americano,  mais conhecido por ser o co-fundador da franquia de restaurantes Subway. DeLuca é um ex-aluno da Universidade de Bridgeport e Central High School, em Bridgeport, Connecticut. Sua fortuna está estimada em 2,2 bilhões de dólares.